# Templo dos Lares Permarinos
O Templo dos Lares Permarinos (em latim: Aedes Lares Permarini) era um templo romano do século II a.C. dedicado aos Lares que protegiam os marinheiros. Segundo os Fastos Prenestinos, localizava-se no interior do Pórtico de Minúcio, no Campo de Marte, na cidade de Roma. Reminiscências do templo foram detectadas em 1938 próximo a intersecção da Via das Lojas Escuras e a Via Celsa durante o alargamento destas.
Os fragmentos encontrados, datáveis do final do século I a.C., correspondem ao modelo descrito sobre o Plano de Mármore e indicam um templo períptero e octástilo com 12 colunas ao longo dos flancos e um profundo pronau e uma cela colunada, todos situados sobre um alto pódio. Ele estava a sudoeste do eixo central do Pórtico de Minúcio.
Foi prometido pelo pretor Lúcio Emílio Régilo, enquanto este estava envolvido numa batalha naval contra a frota de Antíoco III, o Grande (r. 223–187 a.C.), em 190 a.C., e dedicado por Marco Emílio Lépido, quando este tornou-se censor, em 22 de dezembro de 179 a.C. junto dos templos de Diana no Circo Flamínio e o Templo de Juno Regina. Em suas portas estava uma inscrição dedicatória em versos satúrnios.

## Localização
| Planimetria do Campo de Marte meridional |
| --- |
| Tibre Navália Circo Flamínio Teatro de Marcelo T. de DianaC T. da Piedade T. de Jano T. de Juno T. de Spes Templo de Belona Templo de Apolo Sosiano Templo de Júpiter Estator Templo de Juno Regina Pórtico de Otávia Portico de Filipo T. de Hércules Portico de Otávio Teatro de Balbo Cripta de Balbo Portico de Minúcio T. das Ninfas Diribitório T. de Juturna T. da Fortuna T. de Ferônia T. dos Lares Permarinos Cúria de Pompeu Portico de Pompeu Teatro de Pompeu Templo da Vênus Victrix Templo de Marte Santuário de Hércules Grande Vigia Templo de Castor e Pólux Ponte Fabrício Ilha Tiberina Pórtico dos Máximos T. de Netuno Pórtico dos Deuses Vila Pública Hecatostilo T. da Fortuna Equestre Anfiteatro de Estacílio Tauro (?) |